# Basilichthys australis
Basilichthys australis är en fiskart som beskrevs av Eigenmann 1928. Basilichthys australis ingår i släktet Basilichthys och familjen Atherinopsidae. IUCN kategoriserar arten globalt som nära hotad. Inga underarter finns listade.